# Удмурт Кенеш
Удму́рт Кене́ш (удм. Удмуртский совет) — национально-культурное объединение, одна из наиболее длительно действующих удмуртских этнически ориентированных общественных организаций (с 1991 года). Ассоциированными членами ассоциации «Удмурт Кенеш» являются удмуртские национально-культурные объединения — Республиканский Совет женщин-удмурток, удмуртская молодёжная общественная организация «Шунды», а также национально-культурные объединения удмуртов, проживающих за пределами Удмуртии.
Руководство ассоциации находится в городе Ижевске.

## Руководство
- Ишматова Татьяна Витальевна, президент Ассоциации;
- Байметов Владимир Александрович, вице-президент;
- Кондратьева Наталья Владимировна, вице-президент;
- Ленцова Елена Николаевна, вице-президент;
- Александрова Елена Константиновна, ответственный секретарь.

## Структура
Ассоциация имеет иерархическую структуру: ассоциацию возглавляет президент (удм. Тӧро, досл. «председатель»), избираемый на Всеудмуртском съезде, ему содействуют вице-президенты и исполком, избираемые на Национальном собрании (удм. Пичи кенеш, досл. «малый совет») — органе ассоциации, действующем между Всеудмуртскими съездами); в муниципальных образованиях на уровне городов и административных районов действуют отделения ассоциации, в населённых пунктах — первичные организации.
Официальный орган Ассоциации — газета «Герд»

## Общественная деятельность
«Удмурт Кенеш» в соответствии с уставными целями и задачами активно участвует в организации различных мероприятий по развитию удмуртской национальной культуры: организует конференции, конкурсы, национальные премии, участвует в мероприятиях, организуемых республиканскими властями.

## Миссия
Возрождение этнического самосознания удмуртов, активное содействие деятельности, направленной на повышение статуса удмуртского языка, практическая реализация традиций удмуртского национального самоуправления.

## Задачи
- защита интересов удмуртов, проживающих за пределами УР;
- изучение и формирование общественного мнения по вопросам, касающимся национальной политики;
- координация деятельности общественных и культурологических организаций удмуртов, занимающихся возрождением и развитием языка, этнических традиций;
- участие в пропаганде достижений удмуртов в науке, культуре в РФ и за её пределами, в том числе за счёт собственной издательской деятельности;
- содействие укреплению интернациональных связей с другими народами Удмуртии, России, а также Финляндии, Венгрии, Эстонии.

## Съезды
- I Всероссийский съезд удмуртов собрался в июне 1918 года в г. Елабуге,
- II Всероссийский рабоче-крестьянский съезд удмуртов. В сентябре 1919 года в г. Сарапуле
- XII Всеудмуртский съезд от 14 декабря 2012 года (г. Ижевск)[3]
- XIII Всеудмуртский съезд. 11-12 февраля 2016 г., г.Ижевск
- XIV Всеудмуртский съезд. 17 декабря. 2020 г., г.Ижевск